# Eduardo Waghorn
Eduardo Waghorn Halaby (Santiago de Chile, 14 de junho de 1966) é um músico, compositor , letrista e advogado chileno.
Sua carreira começou em 1984, quando ele tinha 17 anos e em seu primeiro ano de Direito na Universidade de Valparaiso. Destaca por ter a rara combinação de qualidade e quantidade: registros em seu currículo mais de 500  canções, muitas das quais têm sido descritos como criações de grande beleza e poesia expressiva.

## Biografia
Ele viajou por todo o Chile divulgar iniciativas trova e do folclore latinoamericano, e tem articipado em inúmeros festivais ao longo dos anos.
Em 2011 completou a coleta seletiva de sua prolífica obra como um álbum de Boneco de Pano (Muñeco de Trapo), descrito como sua obra-prima, um claro e escuro, leve, pesado, simples e complexo.
Notável solteiros Sol, Se as estrelas falaram para mim e para a boneca de pano chamado bandeira canção do mesmo CD. Seu estilo foi definido como "uma mistura de trova, pop e folk." Suas letras pode ser doce e amargo ao mesmo tempo. Suas melodias alternam com grande dinamismo entre simplicidade e complexidade
 Seu estilo foi definido como "uma mistura de trova, pop e folk." Suas letras pode ser doce e amargo ao mesmo tempo. Suas melodias alternam com grande dinamismo entre simplicidade e complexidade